# 全身放射治療
全身放射治療（Total body irradiation，TBI），又稱全身辐照，是造血幹細胞移植或骨髓移植前進行的一種放射療法。它會對人體全身進行放射治療，但肺部通常需要使用肺遮罩重點防護，以避免損傷。全身放療的目的是抑制患者免疫系統以避免術後產生移植排斥反應。此外，全身放療還可以清除患者身體裡殘留的癌細胞。
全身放療可以是一次性治療，也可以分多天進行連續治療。術後可能產生嘔吐、食欲不振、脫水、皮膚過敏、脫髮、腮腺炎、腹瀉和黏膜炎等不良反應。